# Ljubačka Vrata
Ljubačka Vrata är ett sund i Kroatien. Det ligger i den södra delen av landet, 170 km söder om huvudstaden Zagreb.